# Aspidodiadema jacobyi
Aspidodiadema jacobyi är en sjöborreart. Aspidodiadema jacobyi ingår i släktet Aspidodiadema och familjen Aspidodiadematidae. Inga underarter finns listade i Catalogue of Life.